# Jesper Koch (komponist)
 Ikke at forveksle med Jesper Koch (kok).
Jesper Koch (født 5. september 1967) er en dansk komponist.
Koch studerede komposition på Det Kongelige Danske Musikkonservatorium hos Hans Abrahamsen, Ib Nørholm og Ivar Frounberg fra 1986-95 og efterfølgende på Det Jyske Musikkonservatorium hos Karl Aage Rasmussen i 1995-97 foruden studier i udlandet hos Olav Anton Thommesen og Colin Matthews. Han er kendt for sin "brilliante orkesterbehandling" og har været huskomponist hos Sønderjyllands Symfoniorkester i tre år samt komponeret værker på bestilling af bl.a. Odense Symfoniorkester, Aalborg Symfoniorkester og Collegium Musicum.

## Priser og legater
Jesper Koch har bl.a. modtaget Carl Nielsens komponistlegat i 1988  og Léonie Sonnings Musikstipendium i 1991. I 1992 vandt han førstepladsen ved ROSTRUM i Paris i kategorien "Komponister under 30" for værket Ice-Breaking. Han modtog Statens Kunstfonds tre-årige arbejdslegat i 1994.